# Salvator Angelo De Castro
Salvator Angelo De Castro (Oristano, 27 ottobre 1817 – Oristano, 31 marzo 1880) è stato un politico italiano.

## Biografia
Fu deputato del Regno di Sardegna per le prime cinque legislature, eletto nei collegi di Oristano II e Busachi.